# Le avventure di Rocketeer
Le avventure di Rocketeer (The Rocketeer) è un film di fantascienza del 1991 diretto da Joe Johnston ambientato negli anni della seconda guerra mondiale e tratto dal fumetto The Rocketeer di Dave Stevens.

## Trama
Nel 1938 a Los Angeles, due gangster nella banda di Eddie Valentine rubano uno zaino a razzo da Howard Hughes. Nella fuga, durante la quale uno dei gangster perde la vita, lo zaino viene nascosto in un campo di aviazione nel quale lavorano il pilota acrobatico Cliff Secord e il suo meccanico Peevy Peabody; i due rinvengono lo zaino nascosto dentro un biplano. La star del cinema Neville Sinclair aveva assunto la banda di Valentine per rubare lo zaino, e manda il suo mostruoso, ma abile scagnozzo Lothar a interrogare l'autista ferito, che gli racconta di aver nascosto lo zaino nell'hangar di Cliff e Peevy.
La fidanzata di Cliff è l'aspirante attrice Jenny Blake, che ha una parte nell'ultimo film di Sinclair. Durante una pausa delle riprese, Sinclair ascolta Cliff che prova a raccontare a Jenny dello zaino rinvenuto, quindi Sinclair invita la giovane a cena. In seguito, durante una delle sue esibizioni, Cliff usa il missile e un elmetto costruito apposta da Peevy, per salvare un amico, che stava pilotando un biplano troppo vecchio. Il cinegiornale e i gangster di Valentine lo vedono tutti: il "Rocketeer" diventa un caso mediatico, ma mette anche Sinclair e l'FBI alle calcagna di Cliff.
Sinclair manda Lothar a casa di Cliff e Peevy per trovare lo zaino. Cliff e Peevy fuggono mentre Lothar ruba tutti gli schemi dettagliati dello zaino elaborati da Peevy. Più tardi, nella tavola calda dell'aerodromo, Cliff e Peevy rimangono intrappolati da alcuni mafiosi di Valentine; vengono a sapere dell'appuntamento di Jenny con Sinclair e del coinvolgimento dell'attore nella caccia allo zaino. I commensali sopraffanno i gangster, mentre un rimbalzo di proiettile perfora il serbatoio di carburante del jet pack, che Peevy rattoppa temporaneamente con la gomma da masticare di Cliff. Cliff raggiunge il South Seas Club e racconta a Jenny di essere lui il "Rocketeer". La banda di Valentine raggiunge i due giovani, ma nello stallo creatosi Jenny viene rapita da Sinclair.
A casa di Sinclair, Jenny scopre che egli è un agente segreto nazista: l'attore invia un messaggio a Cliff, dicendogli di portare lo zaino all'Osservatorio Griffith e in cambio lui avrebbe liberato Jenny. Howard Hughes spiega a Cliff e Peevy che il suo missile è un prototipo, simile a quello che finora gli scienziati nazisti non sono riusciti a costruire; mostra loro un orribile film di propaganda che rivela lo scopo dei piani dei nazisti, raffigurante un esercito di soldati volanti che invadono gli Stati Uniti. Gli agenti dell'FBI affermano che stanno seguendo una spia nazista a Hollywood, che Cliff intuisce essere Sinclair. Quando Hughes chiede che il jet pack gli venga restiuito, Cliff spiega che ne ha bisogno per salvare Jenny; nella fuga, Cliff lascia inavvertitamente un indizio su dove si sta dirigendo.
Cliff vola verso l'appuntamento, dove Sinclair esige che Cliff gli dia il jet pack. Cliff comunica ai mafiosi che l'attore è un nazista e la banda di Valentine, per spirito patriottico, si rivolta contro Sinclair e Lothar, ma Sinclair convoca sessanta soldati nazisti armati fino ai denti nascosti dentro all'osservatorio. Il dirigibile nazista Luxembourg sopraggiunge per evacuare Sinclair. Gli agenti dell'FBI, appena arrivati sul luogo, e i mafiosi uniscono le forze per combattere i nazisti. Sinclair e Lothar scappano, trascinando con loro Jenny a bordo del dirigibile.
Cliff vola e sale a bordo del dirigibile, ma durante lo scontro che ne segue, Jenny incendia accidentalmente il ponte con una pistola lanciarazzi. Sinclair tiene in ostaggio Jenny, costringendo Cliff a consegnargli il jet pack, ma non prima di aver rimosso segretamente la gomma da masticare messa come toppa da Peevy, permettendo al carburante di fuoriuscire vicino allo scarico del jet pack. Sinclair lo indossa e vola via, ma prima che possa fuggire, il carburante fuoriuscito prende fuoco, facendo precipitare Sinclair sulla scritta "Hollywoodland"; l'attore si sfracella al suolo e l'esplosione del jet pack distrugge la parte della scritta "Land". Lothar viene travolto dalle fiamme nell'esplosione del dirigibile, mentre Cliff e Jenny vengono salvati all'ultimo momento da Hughes e Peevy che pilotano un autogiro.
Jenny restituisce i progetti del missile di Peevy, trovati nella casa di Sinclair; Peevy decide che, con alcune modifiche, può costruire un jet pack ancora migliore.

## Doppiaggio
La direzione del doppiaggio italiano è di Manlio De Angelis (che nel film presta la voce ad Alan Arkin, nel ruolo di A. "Peevy" Peabody), su testi a cura di Marco Mete, per conto della C.D.C. La sonorizzazione, invece, venne affidata alla International Recording spa.

## Riconoscimenti
- Saturn Award - Best Costumes (1992)

## Videogiochi
Dal film vennero tratti due videogiochi ufficiali distinti, entrambi nel 1991:
- The Rocketeer per MS-DOS e Super Nintendo
- The Rocketeer per NES